# Aeschynanthus tirapensis
Aeschynanthus tirapensis är en tvåhjärtbladig växtart som beskrevs av Bhattacharyya. Aeschynanthus tirapensis ingår i släktet Aeschynanthus och familjen Gesneriaceae. Inga underarter finns listade i Catalogue of Life.